# Museo archeologico di Palmira
Il museo archeologico di Palmira, in Siria, venne inaugurato nel 1961 e contiene opere recuperate dagli scavi archeologici, sia nel giardino che nelle varie sale.

## Collezione
Situato in una palazzina costituita dal piano rialzato ed un piano superiore, contiene statue, elementi architettonici e sepolcrali trovati sia nel grande sito archeologico di Palmira che in alcune necropoli e templi siti nelle vicinanze.
- Sala 1 - raccolta di epigrafi in lingua palmirena
- Sala 2 - modello del santuario di Bel e alcuni elementi architettonici e decorativi del santuario stesso
- Sala 3 - oltre a mostrare alcuni aspetti della vita di Palmira, dromedari, cammellieri, imbarcazioni, modi di vestire e stoffe del periodo antico, vi è un rilievo dell'architrave del tempio di Baalshamin con un'aquila, vi sono due mosaici provenienti da case vicine al tempio di Bel, e inoltre monete, oggetti di metallo, ceramiche, gettoni invito per i banchetti, sempre provenienti dagli scavi.
- Sale 4, 5 e 6 - arte funeraria palmirena, con ritratti di defunti (molto interessanti quelli femminili abbelliti da numerosi gioielli); nella sala 4, si distingue un sarcofago della famiglia di Malku che raffigura un banchetto funebre; nella sala 5, un sarcofago con letto funebre di Bolbarak e della sua famiglia; nella sala 6, rilievi funebri della famiglia di Salamallat, figlio di Malku.

Nel giardino che circonda la villetta sede del museo si trovano altre statue e reperti tra cui il Leone di Al-lāt, un'antica statua raffigurante un leone che tiene fra le zampe un orice accovacciata, che ornava il tempio della dea pre-islamica Al-lāt nei pressi di Palmira. 
Sia il museo che la statua del leone di Al-lāt sono stati gravemente danneggiati dalle milizie dello Stato Islamico nel corso della guerra civile siriana iniziata nel 2011.

## Galleria d'immagini

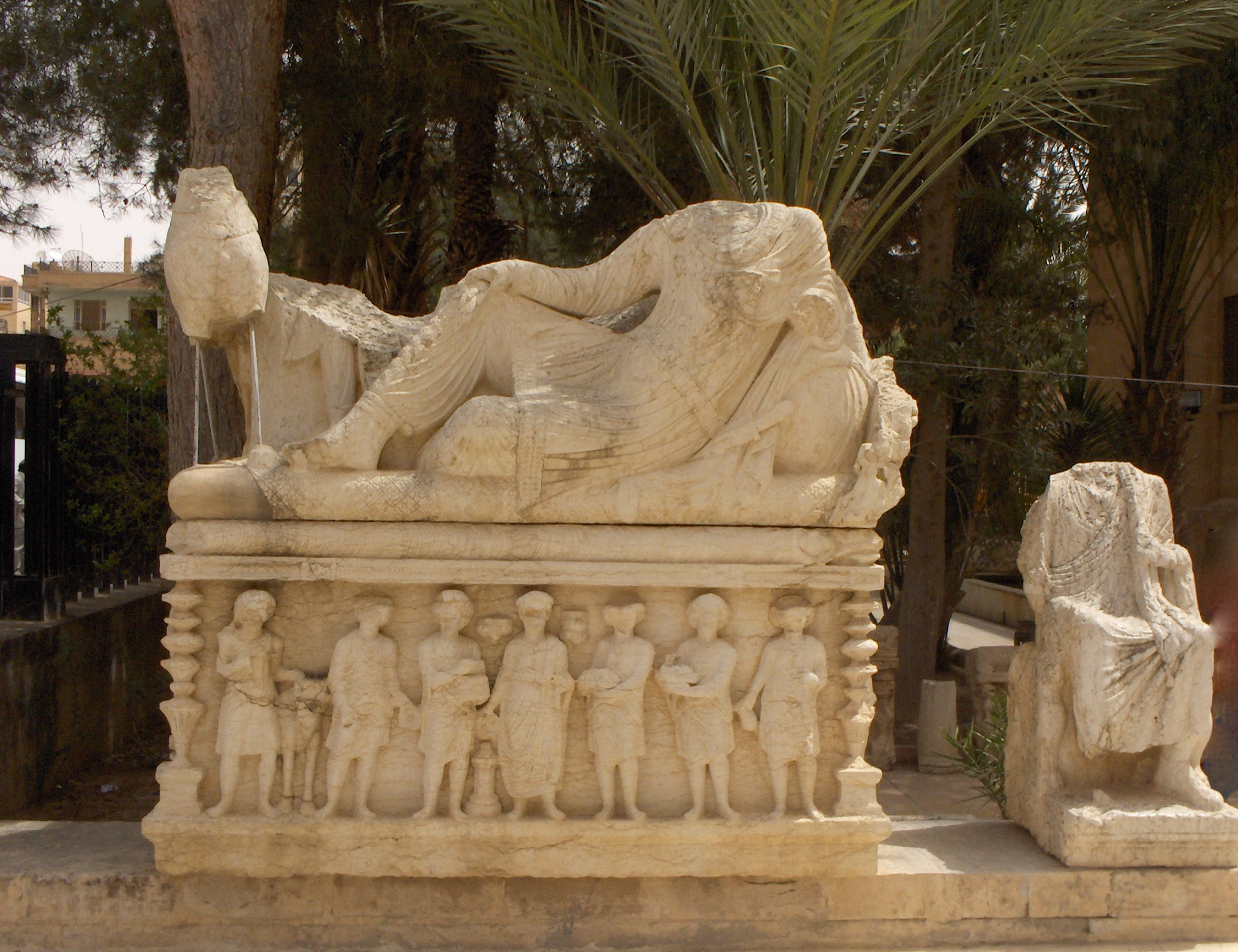
Reperti del periodo romano nel giardino del museo
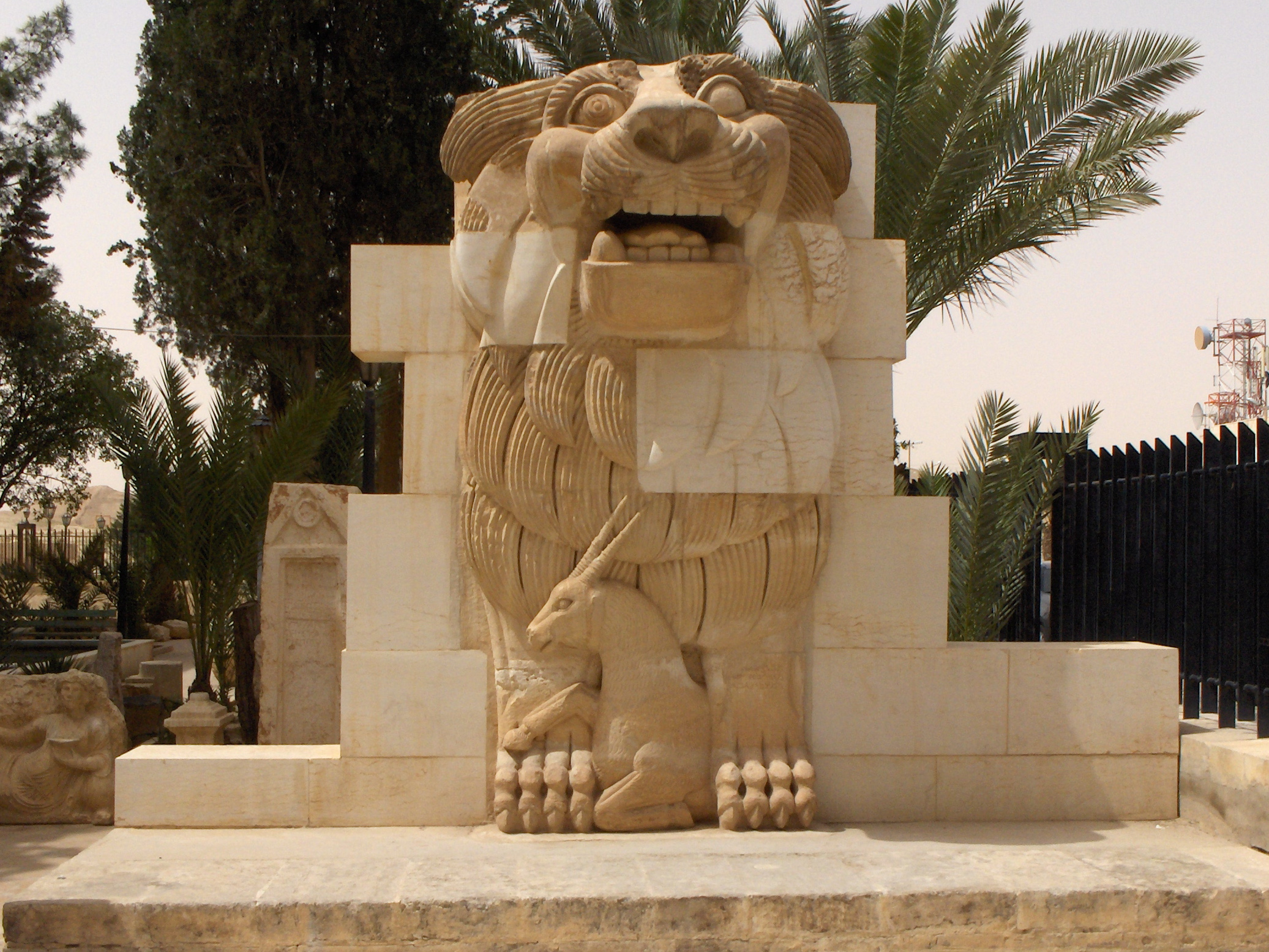
Leone con orice (Leone di Al-lāt) del I secolo a.C., proveniente dal tempio della dea Allat, nel giardino del museo